# Костёл иезуитов (Тернополь)
Костёл иезуитов (Иезуитский костел) (укр. Єзуїтський костел у Тернополі) — римско-католическое культовое сооружение города Тернополя, построенное в 1901 году. Находился на улице Петра Скарги (теперь Юлиана Опольского, за школой №5). После Второй мировой войны башню и колокольню снесли, само здание перестроили, и разместили в нём Тернопольскую швейную фабрику (ныне не действует).

## Предыстория
Иезуиты появились в Тернополе 1820 году. Связано это было с открытием 20 ноября того года гимназии, где первыми учителями были именно они. Кроме того, существовал шляхетский конвикт, которым занимались монахи. Они в целом занимали помещения ордена доминиканцев. История сооружения Иезуитского костёла относится к несколько более поздним временам.

## Строительство

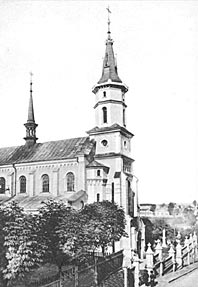
Вид на костёл с ул. Юлиана Опольского. 1900 год

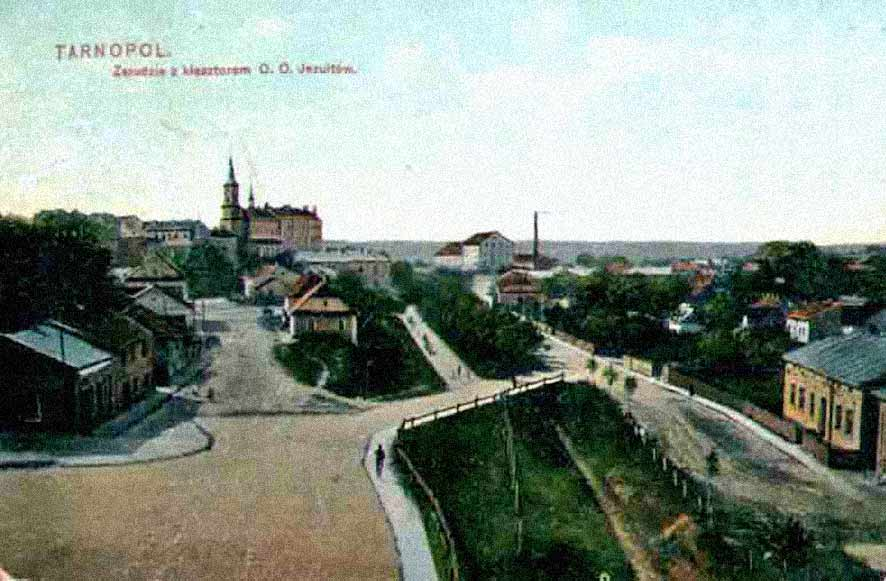
Вид с железнодорожного моста. Вдали виднеются шпили костёла

Место под строительство городская община продала отцам-иезуитам за символическую, очень низкую цену — 100 золотых гульденов. 14 мая 1899 года освятили краеугольный камень под строительство. В церемонии участвовало много горожан, была и процессия от греко-католической церкви во главе со священником о. Владимиром Громницким.
В 1901 года строительство костёла завершили. Его строил Григорий (Николай) Кордуба, приложили также усилия плотники Леонард Менжинский и Антон Крук, слесари Шауер и С. Асенько и многие другие. Костёл построен по проекту львовского архитектора Дионизия Кшичковского. Расписывал художник Табинский, резьбой занимался Климек.
29 сентября 1901 года состоялось торжественное освящение (пресуществление) сооружения, в котором принимало участие римское и греко-католическое духовенство. Храм, который был самым маленьким в городе, исполнял роль приходского без права прихода для пригорода за Рудкою, известного еще как Зарудье (Заруда).
Этот костёл упоминал в своих произведениях Иван Франко.

## Архитектура
Костёл был тринавным сооружением в неороманском стиле с четырехэтажной башней и небольшой колокольней (сигнатуркою) посередине крыши. Длина сооружения составляла 42 м, ширина — 17 м. Вокруг было просторное место для процессий. Стоимость всего сооружения вместе с внутренней отделкой, колоколами, шестью алтарями, органом и орнаментикой (расходами на орнамент) составила 90 000 золотых гульденов.
Внутреннее убранство костёла выполнено в романско-барочном стиле. В главном алтаре находилась статуя Непорочного Зачатия Пречистой Девы Марии, привезенная из Парижа, в левом боковом алтаре — статуя святого Игната (копия работы Рубенса). С правой стороны был алтарь святого Креста, работы 1820 года, подаренный доминиканцами в том же году. Орган, привезенный из Силезии, имел 18 регистров. Освещалась сооружение электричеством.

## Первая мировая война

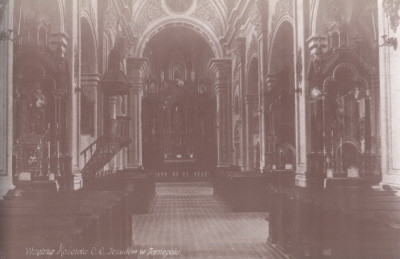
Интерьер костёла

Во время Первой мировой войны костёл закрыли из-за того, что монахов обвинили в укрывательстве беглых заключенных. Вновь открылся он в июле 1917 года, а в 1927 году монахам были возвращены книги из библиотеки отцов-иезуитов, конфискованные русскими властями в 1915 году.

## Вторая мировая война
Во время бомбардировок города в 1941 году костёл уцелел. Но военные действия 1944 года наполовину его уничтожили. Однако религиозная жизнь в нём существовала ещё в 1944—1945 годах.
С эвакуацией польского населения внутреннее убранство было вывезено в Польшу — костёл стоял пустой. Советские власти изначально планировали использовать церковь для культурных нужд города, однако позже было решено колокольню снести. В здании разместили Тернопольскую швейную фабрику.

## Современность
Многочисленные перестройки и пристройки полностью изменили внешний вид сооружения. Однако сохранился входной портал, а также контрфорсы первого этажа, что напоминает про прежнее значение здания. Также внутри сооружения сохранились крестово-купольные своды, находящиеся на уровне современного второго этажа здания.

## Ссылка
- Любомира Бойцун о тернопольский Иезуитский костел (1901)
- Окаринский В. Отцы-иезуиты в Тернополе / Владимир Окаринский // Турклуб «Тернополь». (перепечатка)